# Martin Zandvliet
Martin Pieter Zandvliet (Fredericia, 7 gennaio 1971) è un regista e sceneggiatore danese.
Con il film Land of Mine - Sotto la sabbia (Under sandet) ha ricevuto la candidatura per l'Oscar al miglior film in lingua straniera ai Premi Oscar 2017.

## Filmografia
Regista e sceneggiatore
- Applaus (2009)
- Dirch (2011)
- Land of Mine - Sotto la sabbia (Under sandet) (2015)
- L'effetto farfalla (Marco effekten) (2021)

Solo regista
- The Outsider (2018)
- Toves værelse (2023)

Solo sceneggiatore
- 10 Timer til Paradis (2012)
- The Model (2016)